# Tour du Groene Hart
Le Tour du Groene Hart ou Tour du Cœur Vert (en néerlandais : Ronde van het Groene Hart) est une course cycliste néerlandaise disputée dans le Groene Hart et créée en 2007.
Sa première édition a été remportée par le sprinter belge Wouter Weylandt. Partant de Leyde, elle arrivait à Woerden en passant par Rotterdam, Amsterdam et Utrecht. En 2008, la course sera lancée de Zoetermeer.
Le Tour du Groene Hart a intégré l'UCI Europe Tour dès sa création, dans la catégorie 1.1. La course n'a pas lieu depuis 2010.

## Palmarès

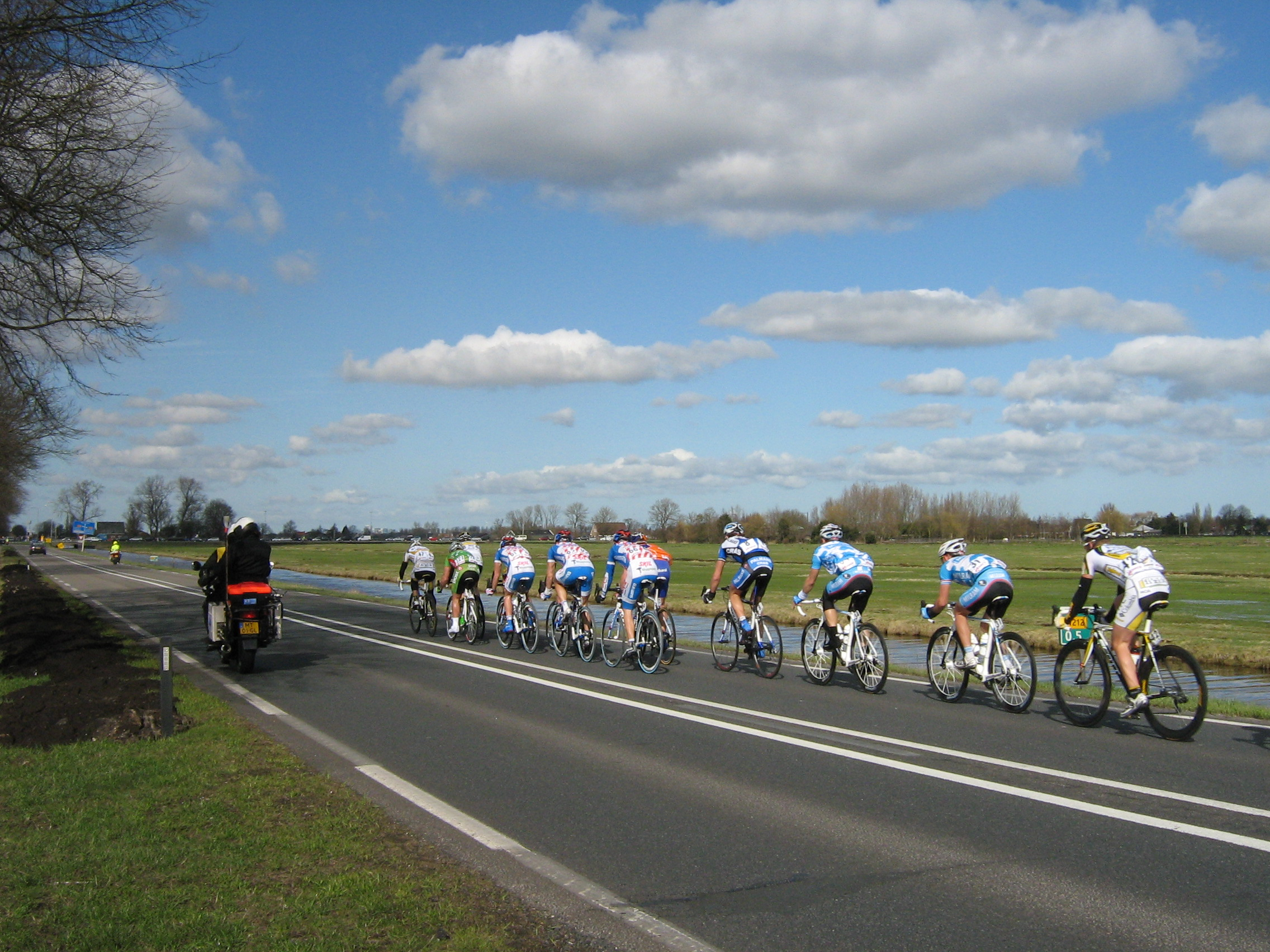
2010, près de Wilnis

| Année | Vainqueur       | Deuxième        | Troisième         |
| ----- | --------------- | --------------- | ----------------- |
| 2007  | Wouter Weylandt | Graeme Brown    | Greg Van Avermaet |
| 2008  | Tomas Vaitkus   | Wouter Weylandt | Bobbie Traksel    |
| 2009  | Geert Omloop    | Graeme Brown    | Aart Vierhouten   |
| 2010  | Jens Mouris     | Niko Eeckhout   | Sep Vanmarcke     |